# 白河ことり
白河 ことり（しらかわ ことり、6月20日 - ）は、CIRCUS製作のアダルトゲーム『D.C. 〜ダ・カーポ〜』シリーズとそれを元にしたテレビアニメ他の登場ヒロイン。

## 設定
誰にでも優しく歌が上手くその上美人で成績も優秀な学園のアイドル。風見学園付属と本校の両方の学生から人気があり、非公式ファンクラブの存在さえ仄めかされる。近づきにくいように見えて話して見ると実は初対面の相手にも気さくに接するさわやかな少女である。チャームポイントである帽子は親からの薦めで所属している聖歌隊のものであり、帽子集めが趣味である。好きなものは甘い物全般、桜の花、オレンジジュース。人混み、犬、辛い物全般が苦手である。4人家族であり、純一のクラス3年1組の担任白河暦は義姉。『D.C.II 〜ダ・カーポII〜』の白河ななか同様、枯れない桜の木の魔法により人の心を読む力（テレパシー）能力を持ち、周囲に気配りするも本人はこの行為を卑怯で汚いと思い、周りから理想のアイドルと思われることに苦悩している。ことりルートにおいてこの能力が重要な役割を果たす。勉強が出来、料理も得意だが運動は少し苦手な様子。
D.C.のゲーム本編及びアニメ一作目『D.C. 〜ダ・カーポ〜』では風見学園付属（コミック版では高校）3年3組に在籍、身長157cm、体重41kg、3サイズは上から83/55/84。血液型はA型。D.C.S.S.では（唯一）成長をみせており、84のCカップと発言されている。
同社製作のアダルトゲーム『水夏』のヒロイン白河さやかは従姉で、同じく帽子を集める趣味をもつ。
ゲームの設定資料では中央委員会所属となっているが、作中では中央委員会について言及されていない。他のヒロインと会話するシーンは少なく、バンド仲間の佐伯加奈子や森川知子と一緒にいることが多い。
アニメ版放映当初のメガミマガジン特集企画ランキングでは、朝倉音夢よりも順位が下であったが、アニメ放映中に人気が上昇し、後に同ランキングでD.C.のキャラクターの中で最も高い人気を獲得、同誌の10周年企画の際には、他作品も含めての歴代5大ヒロインの一人に認定されるほどになった。また、電撃G's magazineで行われている「読者が選ぶ人気ヒロインランキング」では2005年3月号まで長らく首位を守り続け、PC版の発売から7年以上が経過した時点でもD.C.II 〜ダ・カーポII〜の朝倉音姫と共にベスト5にランクインし続けており、同誌にランキングされた全てのキャラクターの中で、最も息が長くランクインし続けた人気キャラである。だが、近年（2010年）では他の新作ヒロインに押され、たまにベスト5位以下に下がることもある。
D.C.F.S.以降のD.C.関連のファンディスクやグッズなどで、メインヒロインの音夢に代わり、パッケージ絵を飾ることが多くなった。また、テレビアニメシリーズ2作のDVD-BOX（2008年12月25日に発売された『D.C. 〜ダ・カーポ〜 DVD-BOX（初回生産限定版）』および2009年3月25日に発売された『D.C.S.S. 〜ダ・カーポ セカンドシーズン〜 DVD-BOX（初回生産限定版）』）では彼女を主役にした、OVA『D.C.if ダ・カーポ イフ〜』が前・後編で特典として収録された。
さらに2009年4月29日には、ことりをメインヒロインとしたゲーム、『D.C.I.F. 〜ダ・カーポ〜 イノセントフィナーレ』も発売され、さらに2010年4月23日には彼女のシナリオを中心としたファンディスク『ことり Love Ex P』も発売された。
前述の通り桜の木によって心を読む力を持っているが、それを知る者は基本的にいない。アニメのドラマCD「初音島ドラマシアター」ではことり編以外、純一がそのことを知っているように描かれており、またそれを示すかのように序盤はことりは純一に対して敬語を使うが、ストーリーが進行すると敬語とタメ口が入り混じり、さらに「○○っす」という口調にもなる。

## ゲームにおける白河ことり

### D.C.
才色兼備なことりは周囲から一目置かれる存在であったが、ことり自身は学園のアイドルとして見られることにコンプレックスを感じていた。だが、周囲とは異なり分け隔てなく接してくれる主人公朝倉純一に好意を抱く。また、その歌声はコンテストへ出場するほどの腕前で、聖歌隊でソロを任される程である。
幼いころに純一、さくらの祖母と面識があったようで、純一の「夢」により描写されている。

### D.C.W.S./S.V./F.S./A.S.
D.C.と同じ年のクリスマスを描いた『D.C. White Season 〜ダ・カーポ ホワイトシーズン〜』、翌年の夏を描いた『D.C. Summer Vacation 〜ダ・カーポ サマーバケーション〜』、『D.C. Four Seasons 〜ダ・カーポ〜 フォーシーズンズ』、『D.C. After Seasons 〜ダ・カーポ〜 アフターシーズンズ』では本校へ進学している。D.C.S.V.の遊園地編とそれをリメイクしたD.C.F.S.・D.C.A.S.の春編でヒロインとして攻略可能。
D.C.W.S.では相変わらずラブラブな2人だったが、とあることから喧嘩をしてしまう。そこへヒナと名乗る女の子が現れて、彼らは「パパ」「ママ」と呼ばれる。
D.C.の世界で彼女を選んだ場合の未来がほのめかされている。D.C.F.S.・D.C.A.S.には移植されていない。

### C.D.C.D.
複数のサーカス作品のコンピレーションファンディスクである『C.D.Christmas Days 〜サーカスディスク クリスマスデイズ〜』のD.C.編では、White Seasonのことり編の1年後のクリスマスの出来事が描かれる。本校2年生。

### D.C.I.F.
『D.C.I.F. 〜ダ・カーポ〜 イノセントフィナーレ』においてメインヒロインとなる。
ことりは、卒業パーティーのミスコンを利用して、純一に告白をする決意をしていたが、告白をしようとしたまさにその瞬間、純一の妹の音夢が倒れてしまい、告白は失敗してしまう。
ことりがなぜ暦の家に引き取られることになったのか、なぜ人の心を読む力が必要だったのか、本当の両親はどうしているのか、なぜ工藤叶の秘密を知っていたのかなどの真実が明らかになる。
エピローグではD.C.W.S.で登場した朝倉ヒナが2人の子供として登場している。

### ことり Love Ex P
『ことり Love Ex P』ではその後の新婚風景が描かれる。風見学園を卒業後短大を経て姪の佐伯千明が通う保育園に保育士として勤務し、純一が大学を卒業してから結婚するが、保育園では旧姓を名乗っている。ルートによっては夫である純一が不倫をしてしまうが、最後まで気付くことはなかった。

### D.C.II
D.C.から53年後を描いた続編・『D.C.II 〜ダ・カーポII〜』にことり自身は登場しない。ヒロインの一人に“白河ななか”という名前の人物が登場するが、ことりの直系ではないと公式ビジュアル本にて説明されている。

### D.C. Dream X'mas
『D.C. 〜クリスマスミライコイユメ〜』では、パラレルワールドではあるものの53年後の未来の世界で純一と音夢が結婚していた事を知り少なからず、ショックを受ける。
『D.C.II 〜Day Dream Believer〜』では、未来から来たという義之達を真っ先に受け入れ彼らをサポートする。またループ世界での違和感に気づいた数少ない人物であり、その事を未来の義之たちに相談することになる。白河ななかと握手した際には双方がテレパシーの交信のような不思議な体験をしている。実は実際の時間軸（『D.C.』の世界）では、クリパ開催前の12月22日にはまだ純一や音夢とは知り合いではなかったが、この世界では既に知り合っている（ななか＆杏のルートでは音夢とファーストネームで呼び合う仲になっている）という矛盾があり、それが物語に大きく関与している。

## アニメにおける白河ことり
気さくで親しみやすい人柄なのは変わらないが、ゲームに比べると悩むシーンが多く、やや真面目で大人びた性格になっている。

### D.C.
第4話、第10話、第23話で主演。
ゲーム版ではクリスマスパーティで知り合っているが、アニメでは昼休みに純一とパンを交換したことがきっかけで知り合う。最終的には純一に自らの気持ちを伝えるも振られてしまうが、満足して身を引いた。

### D.C.S.S.
『D.C.S.S. 〜ダ・カーポ セカンドシーズン〜』の音夢が登場する第6話終盤までにおいては音夢もさくらも不在の状況の中で主要キャラとして全話登場していた。
あくまで自分の立場を弁え、純一と音夢の幸せを願い身を退いたことりの謙虚な姿勢は同時に多くのファンから共感を得ている。一方で前作、純一に告白し、振られて満足したと思われたが音夢の代わりに面倒を見る内にその想いが再び膨れ上がり、後の桜の木の復活のきっかけになってしまう。

### D.C.if
今作ではメインヒロインである。
純一との関係は恋仲寸前にまで発展するも、恋仲には至っていない。純一はいなくなった音夢の存在があるから前に進めないと考え、音夢の部屋を皆と片付けようとする。だが、その中で音夢の想いに気付いたことりは、音夢のことを断ち切り自分に想いを告げようとする純一を拒絶してしまう。

## 担当声優
- 日向裕羅（18禁作品〈初代 - 『D.C.D.X.』まで〉、Origin）
- 堀江由衣（全年齢作品〈『Origin』を除く〉、アニメ版）
- 新田恵海（T.P.さくら）
- 花澤さくら（『D.C.4』18禁版）
- 市ノ瀬加那（『D.C. Re:tune』[4]）